# 김주혁 (1893년)
김주혁(金周赫, 일본식 이름: 金村周邦, 1893년~?)은 일제강점기와 대한민국의 관료이다.
강원도 양양군 출신이다. 춘천군의 공립춘천실업학교를 졸업하고 1914년에 강원도 농업기수가 된 것을 시작으로 조선총독부 관리로 일했다. 1919년에는 총독부 군기수로 승진하였다.
강릉군과 고성군 등에서 근무하다가 1925년에는 정선군 서무주임이 되었고, 1934년에는 정선군 내무계 주임을 맡았다. 정선군 내무계 주임이던 1935년에 총독부가 시정 25주년을 기념해 표창자를 선정했을 때 표창자 명단에 포함된 바 있다. 이후 일제 강점기 말기에 횡성군과 인제군 군수를 역임했다.
태평양 전쟁 종전 후 잠시 강원도양정회사 고성지점장을 지냈으며, 대한민국 정부에서 관리로 등용되어 1950년 원주읍장을 거쳐 1954년에 양양군수가 되었다. 5·16 군사정변 후 민주공화당 창당이 창당되었을 때 강원도 지역에서 참여하기도 했다.
2008년에 발표된 민족문제연구소의 친일인명사전 수록예정자 명단 가운데 관료 부문에 선정되었다.

## 참고 문헌
- 김주혁(金周赫) - 국사편찬위원회